# Paritosh Sen
Paritosh Sen (Bengalisch: পরিতোষ সেন, Paritoṣ Sen; * 18. Oktober 1918 in Dhaka; † 22. Oktober 2008 in Kolkata) war ein  indischer Maler. Er gilt als Pionier moderner Kunst.

## Leben
Sen studierte in Madras und in Paris Kunst. In Paris stand er unter Einfluss Pablo Picassos. Seine Kunst unterlag verschiedenen Wandlungen und Einflüssen. Sen wird großer Einfluss bei der Übertragung moderner Kunst nach Indien zugeschrieben.
Sen starb 2008 nach kurzer Krankheit im Alter von 90 Jahren in Kolkata.